# Johnny Paul Koroma
El comandante Johnny Paul Koroma (Tombodu, 9 de mayo de 1960; declarado muerto el 1 de junio de 2003; o el 10 u 11 de agosto de 2017) fue el jefe de Estado de Sierra Leona desde mayo de 1997 hasta febrero de 1998.

## Biografía
Koroma nació en Tombodu, en el distrito de distrito de Kono, en el este de la Sierra Leona británica, y creció en Freetown, la capital.
Se unió al ejército de Sierra Leona en 1985 y fue enviado a la Real Academia Militar de Sandhurst en Inglaterra en 1988 para entrenar como oficial. Regresó a Sierra Leona al año siguiente y fue ascendido a comandante de pelotón, y poco después a comandante de compañía. En 1994, fue al Colegio Militar Teshi en Ghana para entrenarse en el comando del ejército.
Koroma recibió entrenamiento militar en Nigeria y Reino Unido. Comandó a las fuerzas gubernamentales que luchaban contra el Frente Revolucionario Unido (RUF), un ejército rebelde dirigido por el señor de la guerra Foday Sankoh. En agosto de 1996, fue arrestado por presunta participación en un complot golpista contra los funcionarios civiles del sur que controlaban el país. También se alegó que había planes para matar al presidente Ahmad Tejan Kabbah.
Koroma fue liberado de prisión durante un exitoso golpe militar el 25 de mayo de 1997, cuando 17 soldados menores al servicio del Ejército de Sierra Leona (SLA) irrumpieron en la prisión central.
Después del golpe de Estado en 1997, Koroma fue nombrado jefe de Estado y presidente del Consejo Revolucionario de las Fuerzas Armadas (AFRC). Invitó a los líderes del Frente Revolucionario Unido a unirse a la AFRC, lo que hicieron rápidamente. Para mantener el orden, suspendió la constitución, prohibió las manifestaciones y abolió todos los partidos políticos.
El golpe de la AFRC fue acompañado por una explosión de violencia contra civiles en todo el país. El cambio estratégico clave fue que el RUF tenía acceso inmediato en todo el país, algo que no habían logrado durante seis años de acción militar. Koroma citó la corrupción, la erosión de la soberanía del estado, la excesiva dependencia de las naciones extranjeras y el fracaso de los líderes para abordar las tensiones entre el SLA y los movimientos de milicias tribales respaldados por el gobierno (en particular los Kamajors) como pretexto para el golpe.
El 2 de junio de 1997, Nigeria envió tropas a Sierra Leona bajo el mandato de la Comunidad Económica de África Occidental (CEDEAO). Estas fueron estacionados en y alrededor de Freetown y el Aeropuerto Internacional de Lungi. Koroma reconoció la difícil situación e inmediatamente comenzó conversaciones con las tropas y la CEDEAO, que terminaron en un tratado de paz en octubre de 1997, que nunca se cumplió. En consecuencia, desde enero de 1998, las tropas intentaron derrocar a Koroma. En solo un mes, la península de Freetown fue liberada del RUF ,que fue empujado hacia el extremo este del país. En enero de 1999, las fuerzas del RUF habían tomado nuevamente la mayoría de Sierra Leona y Freetowns a través de oleadas de ataque, pero luego fueron empujados de regreso a la Provincia del Norte.
El 7 de julio de 1999, el RUF y el antiguo gobierno civil de Sierra Leona acordaron un tratado de paz que se concluyó en Lomé. Koroma fue excluido de las negociaciones, pero posteriormente participó en desarmar con éxito sus propias tropas. Su poder disminuyó constantemente, por lo que disolvió la AFRC en agosto de 2000 y anunció el establecimiento de un partido político.
Se presentó a las elecciones presidenciales en 2002 y ocupó el tercer lugar con el 3% de los votos.
El Tribunal especial para Sierra Leona, fundado bajo la supervisión de las Naciones Unidas en 2002, persiguió a las personas que participaron significativamente en la guerra civil en Sierra Leona. Sierra Leona se pacificó utilizando la mayor fuerza de paz de las Naciones Unidas (UNAMSIL), y numerosos criminales de guerra fueron llevados al Tribunal Especial.
El 7 de marzo de 2003, Koroma fue acusado por el Tribunal Especial.
El 1 de junio de 2003, Koroma fue declarado oficialmente muerto en la vecina Liberia en circunstancias misteriosas. El Tribunal Especial continuó acusándolo. Los rumores en octubre de 2006 decían que Johnny Paul Koroma había reunido a más de 1000 soldados y todavía vivía en Liberia.
Según información no confirmada, los restos de Koroma se encontraron en Foya, Condado de Lofa, Liberia, en septiembre de 2008. Se dice que el tribunal especial de Sierra Leona refutó este hallazgo más tarde sobre la base de muestras de ADN. A partir de 2010, muchas personas suponen que Koroma fue ejecutado por el entonces presidente de Liberia, Charles Taylor. Se dice que tres testigos, incluido el exvicepresidente de Liberia, Moses Blah, confirmaron la ejecución con base en el testimonio de Taylor.
Sin embargo, según los informes de los medios, Koroma murió el 10 u 11 de agosto de 2017 en su pueblo natal de Binkolo, Saforokoh-Chiefdom, y fue enterrado el 11 de agosto de 2017.